# Domašov
Domašov är en ort i Tjeckien.   Den ligger i regionen Södra Mähren, i den sydöstra delen av landet, 170 km sydost om huvudstaden Prag. Domašov ligger 467 meter över havet och antalet invånare är 591.
Terrängen runt Domašov är platt åt sydväst, men åt nordost är den kuperad. Runt Domašov är det tätbefolkat, med 411 invånare per kvadratkilometer. Närmaste större samhälle är Brno, 19,9 km öster om Domašov. I omgivningarna runt Domašov växer i huvudsak blandskog.